# Datyń (Ukraina)
Datyń (ukr. Датинь) – wieś w rejonie kowelskim obwodu wołyńskiego, założona w 1564 r. 
Wieś królewska Datyn położona była w pierwszej połowie XVII wieku w starostwie niegrodowym ratneńskim w ziemi chełmskiej. W II Rzeczypospolitej miejscowość była siedzibą gminy wiejskiej Datyń w powiecie kowelskim województwa wołyńskiego. Wieś liczy 875 mieszkańców.
Do 2020 w rejonie ratnieńskim.